# Komponent (informatyka)
Komponent – niezależnie wytworzony, skompilowany (z ukrytymi szczegółami implementacyjnymi) moduł programowy, udostępniający swą funkcjonalność za pomocą jednoznacznie zdefiniowanego interfejsu, zdolny do współdziałania z większą całością (systemem) oraz innymi komponentami. 
Definicja klasyczna:
- komponent jest jednostką niezależnego przetwarzania,
- komponent jest jednostką niezależnej asemblacji,
- komponent nie ma żadnego trwałego stanu.

Komponenty występują m.in. w Delphi, Visual Basic, KDE, GNOME, technologii .NET, a także w CMS – Joomla!.